# Eta Sagittae
Eta Sagittae (η Sge / 16 Sagittae / HD 190608 / HR 7679) es una estrella en la constelación de Sagitta, la flecha, de magnitud aparente +5,10.
Situada a 162 años luz de distancia del sistema solar, es probable que forme parte la corriente de estrellas de las Híades.
Eta Sagittae es una de las muchas gigantes naranjas visibles en el cielo nocturno; en esta misma constelación, Sham (α Sagittae) —la estrella más brillante—, es una estrella de esta clase.
De tipo espectral K2III, Eta Sagittae tiene una temperatura efectiva de 4741 K.
Su radio, aunque es 7,5 veces más grande que el radio solar, es pequeño para una gigante; así, su tamaño equivale a 3/4 partes del de Pólux (β Geminorum) —la gigante naranja más próxima al Sol— y es 2,7 veces menor que el de la mencionada Sham.
Eta Sagittae tiene una metalicidad —abundancia relativa de elementos más pesados que el helio— muy parecida a la solar ([Fe/H] = +0,05).
Gira lentamente sobre sí misma, con una velocidad de rotación proyectada —límite inferior de la misma— de sólo 1 km/s.
Su masa es aproximadamente un 50% mayor que la masa solar, pero es una estrella mucho más evolucionada, con una edad aproximada de 2770 ± 940 millones de años.